# Campionati europei di atletica leggera 2024 - Staffetta 4×400 metri maschile
La specialità della staffetta 4×400 metri maschile dei campionati europei di atletica leggera 2024 si svolge tra il 11 e il 12 giugno allo Stadio Olimpico di Roma, in Italia.

## Podio
| Pos.    | Nazione  | Atleti                                                            | Tempo   | Note |
| ------- | -------- | ----------------------------------------------------------------- | ------- | ---- |
| Oro     | Belgio   | Jonathan Sacoor, Robin Vanderbemden, Dylan Borlée, Alexander Doom | 2'59"84 |      |
| Argento | Italia   | Luca Sito, Vladimir Aceti, Riccardo Meli, Edoardo Scotti          | 3'00"81 |      |
| Bronzo  | Germania | Manuel Sanders, Jean Paul Bredau, Marc Koch, Emil Agyekum         | 3'00"82 |      |

## Situazione pre-gara

### Record
Prima di questa competizione, il record del mondo (RM), il record europeo (EU) e il record dei campionati (RC) erano i seguenti.
| Record                | Tempo   | Nazione                                           | Data                                         | Competizione   |
| --------------------- | ------- | ------------------------------------------------- | -------------------------------------------- | -------------- |
| Record mondiale       | 2'54"29 | Stati Uniti (Valmon, Watts, Reynolds, Johnson)    | 22 agosto 1993 Stoccarda, Germania           | Mondiali 1993  |
| Record europeo        | 2'56"60 | Gran Bretagna (Thomas, Baulch, Richardson, Black) | 3 agosto 1996 Atlanta, Stati Uniti d'America | Olimpiadi 1996 |
| Record dei campionati | 2'58"22 | Gran Bretagna (Sanders, Akabusi, Regis, Black)    | 1º settembre 1990 Spalato, Jugoslavia        | Europei 1990   |

### Squadra campione in carica
La squadra dei campioni europei in carica era:
| Campione | Nazione                                                     | Tempo   | Data                                       | Competizione |
| -------- | ----------------------------------------------------------- | ------- | ------------------------------------------ | ------------ |
| Europeo  | Gran Bretagna (Hudson-Smith, Dobson, Davey, Haydock-Wilson) | 2'59"35 | 21 agosto 2022 Monaco di Baviera, Germania | Europei 2022 |

### La stagione
Prima di questa gara, le squadre europee con le migliori tre prestazioni dell'anno erano:
| Pos. | Nazione                                     | Tempo   | Data                          |
| ---- | ------------------------------------------- | ------- | ----------------------------- |
| 1    | Belgio (Borlée, Vanderbemden, Sacoor, Doom) | 3'00"09 | 4 maggio 2024 Nassau, Bahamas |
| 2    | Germania (Sanderas, Bredau, Koch, Agyekum)  | 3'01"25 | 4 maggio 2024 Nassau, Bahamas |
| 3    | Italia (Sito, Aceti, Scotti, Re)            | 3'01"60 | 5 maggio 2024 Nassau, Bahamas |

## Risultati

### Batterie
Le batterie si sono corse a partire dalle 10:45 dell'11 giugno. Le primi 3 di ogni batteria (Q) e i 2 migliori tempi tra le escluse (q) si qualificano alla finale.

#### Batteria 1
| Posizione | Corsia | Nazione       | Atleti                                                                         | Tempo   | Note  |
| --------- | ------ | ------------- | ------------------------------------------------------------------------------ | ------- | ----- |
| 1         | 6      | Gran Bretagna | Lewis Davey, Michael Ohioze, Toby Harries, Charlie Carvell                     | 3'01"69 | Q     |
| 2         | 4      | Italia        | Brayan Lopez, Vladimir Aceti, Riccardo Meli, Edoardo Scotti                    | 3'02"01 | Q     |
| 3         | 8      | Ungheria      | Ernő Steigerwald, Patrik Simon Enyingi, Zoltán Wahl, Attila Molnár             | 3'02"09 | Q     |
| 4         | 5      | Paesi Bassi   | Isayah Boers, Terrence Agard, Ramsey Angela, Isaya Klein Ikkink                | 3'03"50 |       |
| 5         | 3      | Irlanda       | Jack Raftery, Christopher O'Donnell, Sean Doggett, Callum Baird                | 3'04"41 |       |
| 6         | 7      | Ucraina       | Oleksandr Pohorilko, Rostyslav Holubovych, Mykyta Rodchenkov, Danylo Danylenko | 3'05"86 |       |
| 7         | 9      | Rep. Ceca     | Michal Desenský, Patrik Šorm, Adam Smolka, Philip Krenek                       | 3'06"70 |       |
| -         | 2      | Svizzera      | Julien Bonvin, Charles Devantay, Ricky Petrucciani, Lionel Spitz               | dq      | [ 2 ] |

#### Batteria 2
| Posizione | Corsia | Nazione    | Atleti                                                                 | Tempo   | Note  |
| --------- | ------ | ---------- | ---------------------------------------------------------------------- | ------- | ----- |
| 1         | 4      | Francia    | David Sombe, Gilles Biron, Yann Spillmann, Téo Andant                  | 3'00"77 | Q     |
| 2         | 3      | Belgio     | Florent Mabille, Robin Vanderbemden, Christian Iguacel, Dylan Borlée   | 3'01"09 | Q     |
| 3         | 8      | Germania   | Manuel Sanders, Marc Koch, Lukas Krappe, Tyrel Prenz                   | 3'01"44 | Q     |
| 4         | 7      | Spagna     | Iñaki Cañal, Manuel Guijarro, Óscar Husillos, David García             | 3'01"45 | q     |
| 5         | 6      | Portogallo | Omar Elkhatib, Ricardo dos Santos, João Coelho, Ericsson Tavares       | 3'01"91 | q     |
| 6         | 5      | Svezia     | Kasper Kadestål, Marcus Tornée, Emil Johansson, David Thid             | 3'07"71 |       |
| -         | 9      | Polonia    | Maksymilian Szwed, Karol Zalewski, Igor Bogaczyński, Kajetan Duszyński | dq      | [ 2 ] |

### Finale
La finale si è svolta alle ore 21:17 del 12 giugno.
| Posizione | Corsia | Nazione       | Atleti                                                             | Tempo   | Note                                     |
| --------- | ------ | ------------- | ------------------------------------------------------------------ | ------- | ---------------------------------------- |
| Oro       | 8      | Belgio        | Jonathan Sacoor, Robin Vanderbemden, Dylan Borlée, Alexander Doom  | 2'59"84 | Miglior prestazione europea stagionale   |
| Argento   | 6      | Italia        | Luca Sito, Vladimir Aceti, Riccardo Meli, Edoardo Scotti           | 3'00"81 | Miglior prestazione personale stagionale |
| Bronzo    | 4      | Germania      | Manuel Sanders, Jean Paul Bredau, Marc Koch, Emil Agyekum          | 3'00"82 | Miglior prestazione personale stagionale |
| 4         | 5      | Francia       | Gilles Biron, Yann Spillmann, Muhammad Abdallah Kounta, Téo Andant | 3'01"43 |                                          |
| 5         | 3      | Spagna        | Iñaki Cañal, Manuel Guijarro, David García, Óscar Husillos         | 3'01"44 |                                          |
| 6         | 2      | Portogallo    | Ricardo dos Santos, Ericsson Tavares, João Coelho, Omar Elkhatib   | 3'01"89 |                                          |
| 7         | 7      | Gran Bretagna | Toby Harries, Michael Ohioze, Lewis Davey, Alex Haydock-Wilson     | 3'01"89 |                                          |
| 8         | 9      | Ungheria      | Ernő Steigerwald, Patrik Simon Enyingi, Zoltán Wahl, Attila Molnár | 3'02"10 |                                          |